# Henry Whitehead
Henry Whitehead (anglès: John Henry Constantine Whitehead)  (Chennai, 11 de novembre de 1904 - Princeton, 8 de maig de 1960) va ser un matemàtic britànic.
Whithead va néixer a Madràs (actual Chennai, Índia), on el seu pare era bisbe anglicà, però quan tenia una any i mig es va quedar a Oxford a càrrec d'una avia, mentre els seus pares tornaven a l'Índia, de la que no van tornar fins al 1920. Després d'estudiar al Eton College i al Balliol College, va iniciar una carrera financera en una firma d'agents de borsa de la City, però aviat va tonar a la universitat d'Oxford per estudiar matemàtiques. A Oxford va conèixer Oswald Veblen i el va decidir a estudiar a la universitat de Princeton des de 1929 fins a 1932. El 1932 es va doctorar a Princeton amb una tesi dirigida per Veblen i va tornar a Oxford, on va ser nomenat fellow del Balliol College de la universitat d'Oxford. A partir de 1941 i fins al final de la Segona Guerra Mundial va treballar pel govern britànic en diferents llocs assessorant en l'esforç de guerra, cosa qu el va portar finalment a Newmanry, la secció de Bletchley Park dedicada a desxifrar els codis nazis. El 1945, finalitzada la guerra va tornar a Oxford com professor de matemàtiques pures, càrrec que només va deixar per la seva sobtada moprt el 1960, mentre estava donant unes conferències a Princeton.
Els primers treballs de Whitehed van ser en el camp de la geometria diferencial, seguint el seu mestre, Veblen, amb qui va publicar conjuntament el llibre The Foundations of Differential Geometry (1932). Després es va anar interessant per la topologia algebraica, camp en el que va fer les seves aportacions més originals: el concepte de CW-complex, la teoria de la homotopia, els automorfismes i els algorismes per descompondre'ls. A part del llibre esmentat va publicar gairebé un centenar d'articles en revistes científiques.